# 芦屋神社境内古墳
芦屋神社境内古墳（あしやじんじゃけいだいこふん）は、兵庫県芦屋市東芦屋町にある古墳。形状は円墳。笠ヶ塚群集墳を構成した古墳の1つ。芦屋市指定史跡に指定されている。

## 概要
六甲山地南麓の台地上、標高85メートルに立地する古墳である。古墳時代後期末(6世紀末 - 7世紀初頭)に築造されたと推定されている。 現在は単独で存在しているが元々は笠ヶ塚群集墳を構成していた1基。墳丘は円墳である。埋葬施設は右片袖式の横穴式石室で、その主軸は西に8度傾いて南方向に開口している。玄室は芦屋市内で唯一天井石が完全に残り、墳丘も良好に残っている。これまで発掘調査は実施されていないが、2013年（平成25年）に京都橘大学文学部によって墳丘測量・石室実測調査が実施されている。 この古墳は、現在、芦屋川上流の弁天岩で祀られていた水神の社となっていて、玄室内に後世の石祠が置かれる。また、古墳の前には「水神社」の石碑が建てられている。
2016年（平成28年）に芦屋市指定史跡に指定されている。

## 墳丘
墳丘の規模は次の通り。
- 直径 : 19.0メートル
- 高さ : 3.5メートル
- 周溝（掘割）を含めた全長 : 24.5メートル

## 埋葬施設
埋葬施設は、右片袖式の横穴式石室が構築されており、その主軸は西に８度傾いて南方向に開口する。石室の規模は次の通り。
- 石室全長 : 10.4メートル
- 玄室 : 長さ3.6メートル、幅1.7メートル、最大高2.1メートル
- 羨道 : 長さ6.2メートル、幅（北端）1.2メートル・（南端、石灯籠付近）2.0メートル

## 文化財

### 芦屋市指定文化財
- 史跡
  - 芦屋神社境内古墳 - 2016年（平成28年）2月19日指定。

## 交通アクセス
- JR : JR芦屋駅より徒歩20分
- 阪急電車 : 阪急芦屋川駅より徒歩20分
- 阪神電車 : 阪神芦屋駅より徒歩25分、タクシーで15分
- 阪急バス : 「芦屋市民プール前」バス停より 徒歩5分